# Пираноза
Пираноза је заједнички назив за угљене хидрате који имају хемијску структуру која поседује шесточлани прстен који се састоји од пет угљеникових атома, и једног кисеониковог. Пиранозни прстен се гради реакцијом C-5 алкохолне групе шећера са својим C-1 алдехидом, формирајући интрамолекулски полуацетал. Име долази од сличности са кисеониковим хетероциклом, пираном.